# بند کمال خان
سد کمال‌خان یکی از پروژه‌های مهم سدسازی در افغانستان است که بر روی رود هیرمند قرار دارد. این سد در ۹۵ کیلومتری شهر زرنج از توابع ولایت نیمروز در جنوب غربی افغانستان قرار دارد.
کار ساخت بند کمال‌خان در سال ۱۳۴۵ خورشیدی و پس از انقلاب ثور و با مشارکت آژانس توسعه جهانی ایالات متحده آغاز شد اما با خروج اتباع امریکایی از افغانستان، کار ساخت سد به پایان نرسید و پروژه به‌طور نیمه‌کاره رها شد. کار ساخت سد در سال ۱۳۹۰ خورشیدی دوباره آغاز شد و در چند مرحله به پایان رسید. سومین مرحلهٔ ساخت سد، در ماه آوریل سال ۲۰۱۷ و آخرین مرحله آن در ۲۴ مارچ ۲۰۲۱ توسط محمداشرف غنی رئیس‌جمهور افغانستان افتتاح شد. این بند با بودجهٔ ۷۸ میلیون دلار از بودجهٔ انکشافی دولت افغانستان ساخته شد. به گفتهٔ وزیر انرژی و آب سابق افغانستان، این بند می‌تواند بیش از ۱۷۵٬۰۰۰ هکتار، زمین کشاورزی را آبیاری و بیش از ۹ گیگاوات توان الکتریکی تولید کند و از این طریق، زمینهٔ ایجاد کار را برای شمار زیادی فراهم کند.
بند کمال‌خان بیشتر در ساحهٔ دشت قرار دارد، به این لحاظ شیب کمی دارد. ارتفاع این بند ۱۶ متر و گنجایش ذخیرهٔ آب آن ۵۲ میلیون مترمکعب خوانده شده‌است. این بند یکی از عوامل اصلی خشک‌شدن دریاچه هامون است. دولت ایران از مسؤولین افغانستان درخواست کرده‌است که حق آبه را برای ورود به ایران، رهاسازی کنند.